# Ixodes auritulus
Ixodes auritulus este o specie de căpușe din genul Ixodes, familia Ixodidae, descrisă de Neumann în anul 1904. Conform Catalogue of Life specia Ixodes auritulus nu are subspecii cunoscute.